# Oeverfrontnummer

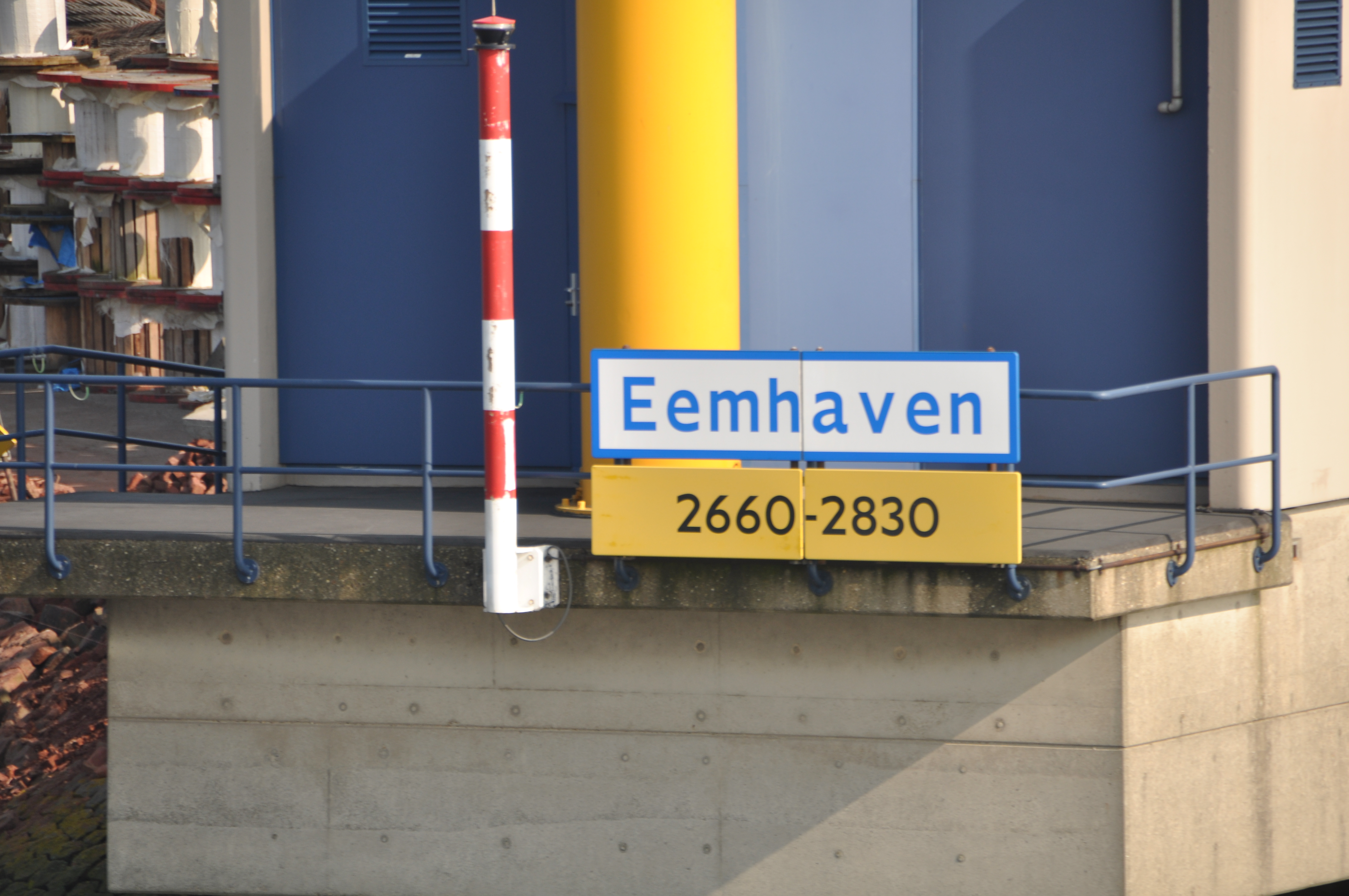

Een oeverfrontnummer is in de haven van Rotterdam een aanduiding van een haven, bedoeld voor de scheepvaart. Deze oeverfrontnummers komen niet overeen met de havennummering; de laatste is bedoeld voor het wegverkeer.